# Maurice Vasselle
Maurice Vasselle, né le 9 juillet 1904 à Saint-Denis et mort le 8 septembre 1970 dans le 10e arrondissement de Paris, était un pilote de rallye français, essentiellement reconnu pour ses deux victoires successives au Rallye Monte-Carlo.
Il participa une fois aux 24 Heures du Mans, en 1951, associé à Jacques Poch sur la voiture no 49, la petite Aero Minor 0,7 l L2 (deux-temps) tchécoslovaque.

## Palmarès
- 1932: Rallye Monte-Carlo (copilote Duhamel, sur Hotchkiss AM 2, départ de Umeå en Suède)
- 1933: Rallye Monte-Carlo (copilote Michel Buzy et mécanicien de l’usine Hotchkiss) sur Hotchkiss AM 80S - six cylindres, départ de Tallinn.
- 1934: Circuit d'Orléans (sur Hotchkiss)[2]
- Accessits:
  - 2e du Critérium Paris-Nice en 1929, sur Hotchkiss (et vainqueur de catégorie)[3]
  - 2e des 10 Heures de Spa en 1934 (associé à Jean Trévoux, sur Hotchkiss AM 80S (vainqueurs en classe 3,0–4,0 litres)
  - 3e du Circuit d'Orléans en 1935
  - 5 participations aux 24 heures de Spa de 1930 à 1934

## Remarque
- Le 20 mars 1932, il est impliqué lors d'un accident automobile où sept personnes trouvent la mort, à Onex près de Genève[4].

## Notes et références

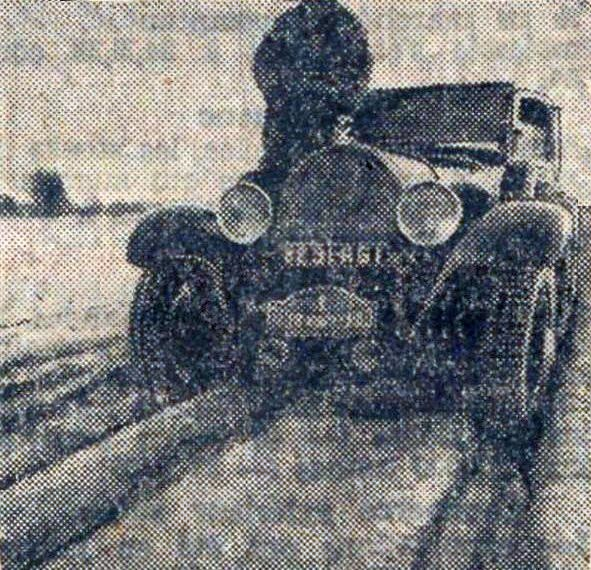
La Hotchkiss AM 80S 6 cylindres de Maurice Vasselle, au rallye Monte-Carlo 1933.

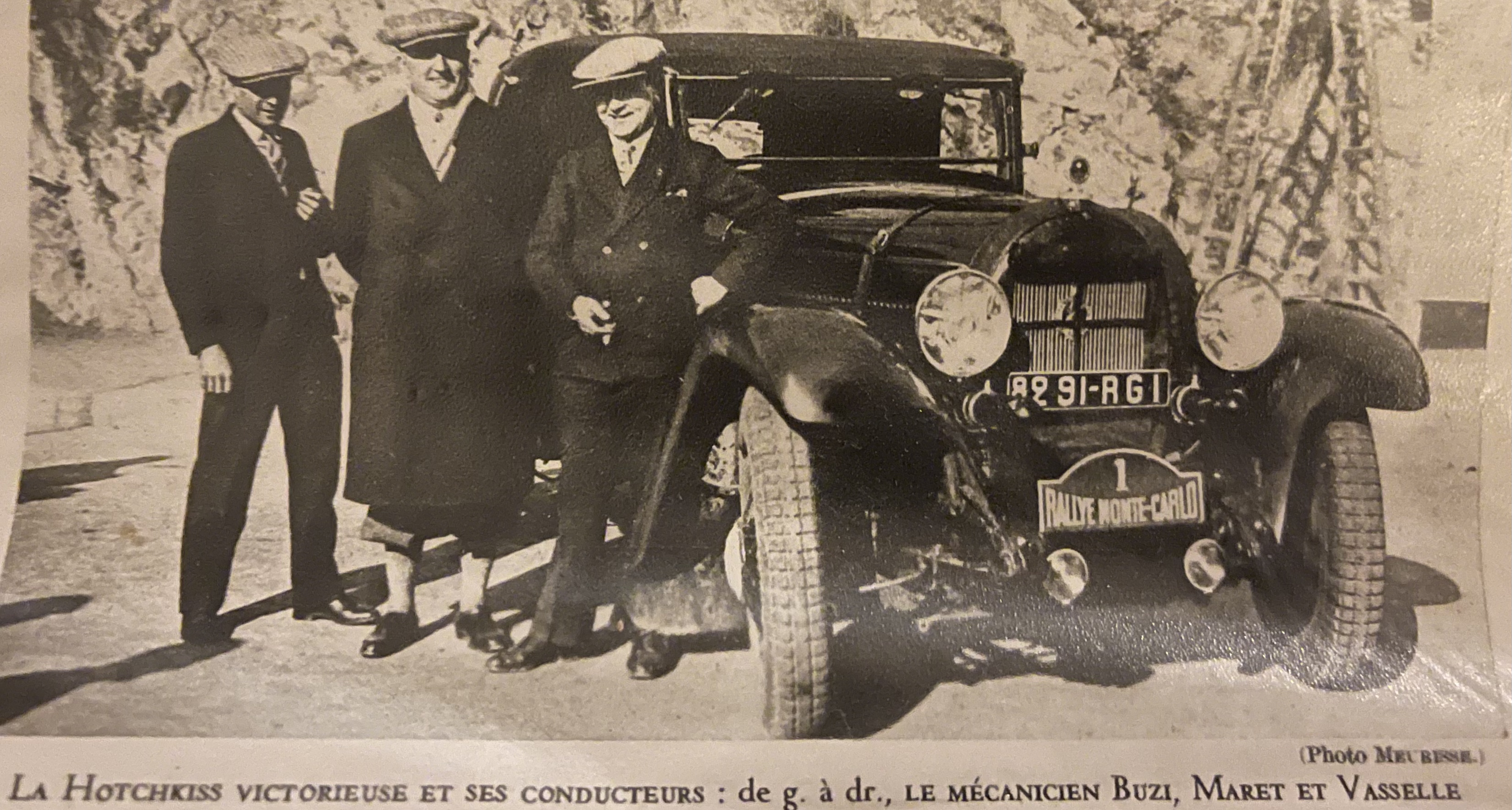
Maurice Vasselle a droite, devant son Hotchkiss AM 80S.Victoire de la Hotchkiss 1933 Pilote Maurice Vaselle et à gauche Michel Buzy copilote et mécanicien usine Hotchkiss.
au centre Monsieur Maret.